# Iconology
Albums de Missy Elliott
Respect M.E.
(2006)
Iconology est un EP de la rappeuse américaine Missy Elliott, sorti en 2019. Il s'agit de sa première sortie depuis l'album studio The Cookbook sorti en 2004.

## Historique
Durant des années, le 7e album de Missy Elliott est annoncé, sous le titre de Block party. Mais il se concrétise pas. En juin 2018, la productrice Mona Scott-Young révèle qu'elle collabore avec Missy Elliott sur un projet secret. En juin 2019, Missy Elliott annonce qu'elle a bouclé l'enregistrement d'un album. Le projet est alors titré ME7, une chanson intitulée Summer est annoncée, tout comme la collaboration de Timbaland. Finalement, la rappeuse annonce sur les réseaux sociaux la sortie surprise d'un EP baptisé Iconology jusque quelques heures avant sa sortie. Quelques jours plus tard, elle est présente sur la scène des MTV Video Music Awards 2019 pour la première fois depuis 16 ans,. Peu après l'annonce de l'album, le clip de Throw It Back avec Teyana Taylor est dévoilé.

## Liste des titres
1. Throw It Back – 3:13
2. Cool Off – 2:15
3. DripDemeanor – 3:52
4. Why I Still Love You – 2:49
5. Why I Still Love You (A cappella) – 2:40